# Disa saxicola
Disa saxicola är en orkidéart som beskrevs av Rudolf Schlechter. Disa saxicola ingår i släktet Disa och familjen orkidéer. Inga underarter finns listade i Catalogue of Life.